# Шешуков, Степан Иванович
Степан Иванович Шешуков (1913—1995) — советский и российский литературовед, доктор филологических наук (1971), профессор, заслуженный деятель науки Российской Федерации (1992).

## Биография
Родился 7 февраля 1913 года и воспитывался в крестьянской семье. С середины 1920-х — на Северном Кавказе, куда переселилась с Алтая сельхозкоммуна «Орлинская», одним из организаторов которой был его отец Иван Шешуков. Там Степан получил образование в семилетке г. Сальска.

### Лидер с детства
Организаторские навыки и способности проявились у Шешукова с детства — он был председателем созданного им пионерского куроводческого хозяйства, о чём рассказал в повести «Юнкур», которую напечатал московский журнал «Пионер» (1932). Его стихи и статьи публиковались в «Пионерской правде» и в ростовской пионерской газете «Ленинские внучата», а пьеса была поставлена в самодеятельном театре.
Летом 1929 года он был избран делегатом от Ростовской области на Всесоюзный пионерский слёт. В Москве на стадионе «Динамо» видел и слышал В. В. Маяковского. В том же году их знаменитый зерносовхоз «Гигант» посетил Максим Горький.

### Призвание учителя
В 1930—1933 годах С. И. Шешуков по направлению комсомольской организации учился на рабфаке им. Н. И. Бухарина при МГПИ, а в 1933—1937 — на факультете русского языка и литературы МГПИ им. В. И. Ленина.
В 1937 году направлен на работу учителем в город Кызыл, в школу при советском постпредстве в Тувинской народной республике, после Великой Отечественной войны преподавал в артшколе и в артучилище в Москве.

### Война
В августе 1940 года призван в ряды РККА, служил рядовым в 165-й отдельный батальон связи 110-й стрелковой дивизии, расквартированной в городе Туле. В феврале 1941 года переведен в Москву на Курсы младших политруков в Покровском-Стрешневе (Алёшинские казармы). 7 февраля ему исполнилось 28 лет и он подал заявление о приёме в партию, став членом ВКП(б) в мае 1941 года.
23 июня 1941 года курсант Шешуков добровольцем ушёл на фронт. Участвовал в боях и был дважды ранен. Второе ранение 5 августа 41 года (с. Подвысокое под Уманью) было тяжёлым: раздроблена кость ноги. Шешуков был взят в плен без сознания и находился в фашистских концлагерях, чудом сохранив раненую ногу, которую готовились ампутировать. Другим чудом был внезапно проявившийся талант портретиста-живописца, подписывавшего свои творения именем Stefan (Штефан, Степан), что помогло ему облегчить лагерную судьбу… В автобиографии он написал, что в 1943—1945 годах был членом подпольного коммунистического комитета в Хаммельбурге, лагере пленных офицеров Красной Армии Oflag-XIII D (Oflag 62), который располагался на территории одноимённого полигона в Нижней Франконии к северу от баварского города Вюрцбурга, редактировал нелегальный листок «За Советскую родину». 1 апреля бежал из лагеря, 5 апреля 1945 года освобождён войсками союзников в Южной Баварии. Всю жизнь нёс на себе клеймо бывшего военнопленного; записки об этом назвал «Люди, когда же вы вспомните о нас?» (окончены в 1988 году, изданы в 1993 г.). Например, он утратил членство в партии, в которую вновь вступил только в 1957 году.

### Научная карьера
В 1947 году поступил в аспирантуру МГПИ им. В. И. Ленина, на кафедру советской литературы. Во вступительном реферате писал, что советская литература шире и многообразнее представлений официального метода социалистического реализма и утверждал, что реализм советской литературы укоренен в классическом реализме русской литературы, генетически с ним связан и продолжает его традиции в новых исторических условиях. Рецензент проф. А. А. Волков одобрил реферат, но посоветовал автору крамольные идеи не развивать.
В 1950 году досрочно защитил кандидатскую диссертацию о А. А. Фадееве и в дальнейшем продолжал изучать его жизнь и творчество. По окончании аспирантуры Шешуков получил распределение в родной институт, с которым его жизнь была связана до последнего дня.
Публиковался в «Литературной газете», «Правде», «Вопросах литературы» и других изданиях. Исследовал влияние классической русской литературы на литературу XX века и феномен реализма, считая его магистральной линией развития русской культуры. «Это направление приемлет только одарённых людей, правдоискателей в жизни и в искусстве», — считал он.
В эстетической системе советской литературы особенно ценил категорию героического; считая, что Фадеев «был создан для героической темы», исследователь давал жесткую оценку «ошибкам», неизбежно приведшим Фадеева к «жалкому, рабскому темпу творческого роста».
В 1971 году защитил докторскую диссертацию по монографии «Неистовые ревнители: Из истории литературной борьбы 20-х годов» (1970), принесшей ему звание профессора и международную известность в профессиональной среде. Защита прошла как настоящая битва — в духе литературных баталий 1920-х. Однако в ходе дискуссии было признано, что исследование не имеет себе равных по богатству фактического и архивного материала, а научная концепция подтверждена документально. Изучая различные свидетельства, автор пришёл к выводу, что радикальные рапповцы, напостовцы хотели властвовать в литературе, а не творить её. Превратившись со временем во влиятельных деятелей СП СССР, «неистовые ревнители» сохранили репрессивную манеру утверждать и насаждать себя. Этот фанатизм и сальеризм, утверждал Шешуков, помешали выразиться в полной мере талантам М. Горького, А. К. Воронского, М. А. Шолохова, А. П. Платонова, Л. М. Леонова, М. И. Цветаевой, А. А. Ахматовой, Б. А. Пильняка, Е. И. Замятина и др. Имена Платонова, Замятина, Пильняка, критика Воронского Степан Иванович вернул в русскую литературу после десятилетий забвения. А.Воронский стал героем книги его аспирантки Г. А. Белой «Дон-Кихоты 1920-х годов».
В 1985 году Шешуков участвовал в дискуссии о вине героя романа М. Шолохова «Тихий Дон» Григория Мелехова, якобы оторвавшегося от народа. Представил его как эпического героя на переломе эпохи, когда идея правдоискательства, характерная для русского человека, противостояла фальшивой концепции «отщепенства».
Продолжая работать не в духе конъюнктуры, завершил свою третью книгу о литературной ситуации 1930-х с названием «Кто — кого?». В 1992 набор его книги был рассыпан, книга не вышла и была вновь подготовлена к изданию коллективом кафедры МПГУ к 100-летию со дня рождения Шешукова.

### Шешуков и МГПИ
Вся научная и педагогическая послевоенная деятельность С. И. Шешукова была связана с МГПИ:
- ассистент (1950—1954),
- доцент (1954—1971),
- профессор (1971—1994),
- декан филологического факультета (1962—1976),
- заведующий кафедрой советской литературы (1964—1976).

Также преподавал в Институте русского языка и литературы при Карловом университете в Праге (1958—1962) и в Университете Йоэнсуу в Финляндии (1976—1980).
Был председателем и членом ряда учёных, научно-методических и специализированных диссертационных советов, в том числе Экспертного совета ВАК по филологии. Подготовил более 50 кандидатов и докторов филологических наук; написал свыше 60 научных монографий и статей.
Прах профессора Шешукова покоится в колумбарии Николо-Архангельского кладбища в Москве.

## Память
Аудитория 306 на филологическом факультете МПГУ (Малая Пироговская улица, 1) называется «Кабинетом им. профессора С. И. Шешукова». Ежегодно в феврале МПГУ проводит Шешуковские чтения.

## Основные работы
Книги
- «Александр Фадеев» (1964; 2-е изд., исправл. и дополн. 1973);
- «Неистовые ревнители. Из истории литературной борьбы 20-х годов» (1970, 2-е изд. 1984; 3-е изд. 2013)
- «Люди, когда же вы вспомните о нас?» (1993)

Статьи
- К вопросу о реализме и романтизме в творческом методе // «Уч. зап. МГПИ», 1958, т. 129;
- К вопросу о влиянии Льва Толстого на Александра Фадеева // «Сибирские огни», 1971, № 12.

## Награды
- Орден Отечественной войны I и II степени[4]
- Заслуженный деятель науки Российской Федерации (31 декабря 1992) — за заслуги в научной деятельности